# Ana González de Recabarren

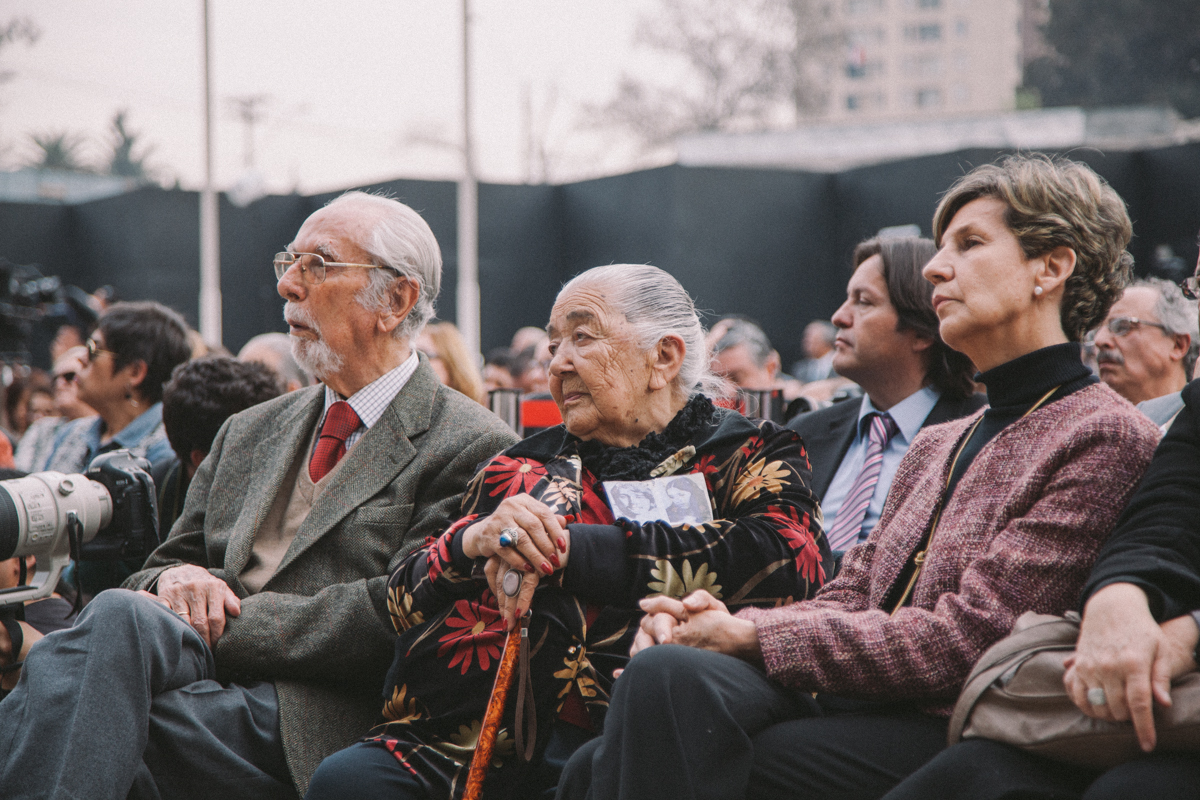
González (al centro) entre Andrés Aylwin e Isabel Allende Bussi, en el homenaje del 9 de septiembre de 2013.

Ana González González (Tocopilla, 26 de julio de 1925-Santiago, 26 de octubre de 2018), más conocida como Ana González de Recabarren, fue una activista chilena por los derechos humanos. Cuatro miembros de su familia fueron detenidos, torturados y desaparecidos  en 1976, durante la dictadura  militar de Augusto Pinochet en Chile.

## Juventud
Nació en Toco, una oficina salitrera cercana a Tocopilla, en 1925. En la década de 1930 se trasladó con su familia a vivir a esta última ciudad. Posteriormente se trasladó a vivir a la población Bulnes en Renca, Santiago. Se casó con Manuel Segundo Recabarren Rojas.
Se hizo militante del Partido Comunista a los 17 años, partido que dejó alrededor de 2002 por no estar de acuerdo con sus planteamientos, aunque —de acuerdo a sus palabras— no dejó de ser comunista.

## Activista de los derechos humanos
En los primeros años de la dictadura militar perdió a gran parte de su familia a manos de la Dirección de Inteligencia Nacional (DINA). Su hijo Luis Emilio (29 años), su hijo Manuel «Mañungo» Guillermo Recabarren (22 años), y su nuera Nalvia Rosa Mena Alvarado (20 años) —esposa de su hijo Luis Emilio y que estaba embarazada—, fueron detenidos y desaparecidos el 29 de abril de 1976. Solo su nieto Luis Emilio «Puntito» Recabarren Mena, de entonces 2 años, regresó vivo. Al día siguiente, el 30 de abril, su marido Manuel (50 años), salió a buscar a sus hijos y a su nuera, y también fue detenido y desaparecido. Según algunos testimonios, se le habría visto con vida en el centro de detención de Villa Grimaldi.
Tras la desaparición de sus familiares se unió a la Agrupación de Familiares de Detenidos Desaparecidos (AFDD), convirtiéndose en una de sus principales dirigentas, junto con Sola Sierra, Mireya García, Viviana Díaz y Clotario Blest. Participó en una huelga de hambre en la sede de la Comisión Económica para América Latina (CEPAL) y fue representante de la AFDD junto a Gabriela Bravo y Ulda Ortiz en diversas instituciones internacionales como la Organización de las Naciones Unidas, la Organización de Estados Americanos, la Cruz Roja Internacional, la Comisión Internacional de Juristas, la Santa Sede, Amnistía Internacional, entre otras.
En 1977 viajó a Nueva York junto a Gabriela Bravo Jara, esposa de Carlos Lorca y, Ulda Ortiz Alvarado, esposa de José Luis Baeza, ambos detenidos desaparecidos, para denunciar ante la ONU las violaciones a los derechos humanos que ocurrían en Chile, pero se les prohibió el reingreso al país «por realizar actividades contrarias a los intereses de la nación». Sin embargo la prohibición no duró mucho tiempo y, en febrero de 1978, fue aceptada una solicitud de reconsideración permitiéndoles la vuelta al país.
Fue la protagonista de un documental filmado en 1996, Quiero llorar a mares, que fue emitido en 2000 como un capítulo de El mirador (Televisión Nacional de Chile), y que al año siguiente obtuvo un Premio Ondas en la categoría iberoamericana de «Mejor programa, profesional o emisora de televisión». En junio de 2000 interpuso una querella por la desaparición de sus cuatro familiares en contra de Augusto Pinochet.
En 2011 estuvo nominada al Premio Nacional de los Derechos Humanos de Chile, que finalmente recayó en Viviana Díaz. González y Andrés Aylwin fueron homenajeados en un acto de los partidos de la Nueva Mayoría realizado el 9 de septiembre de 2013, por su lucha en defensa de las víctimas de violaciones a los derechos humanos durante el régimen de Pinochet.
En 2017 su testimonio fue parte de la serie de televisión Una historia necesaria, siendo el capítulo final el n° 16 dedicado a relatar la detención de su familia como el trabajo que ella realizó en la AFDD.

## Fallecimiento
En diciembre de 2016, Ana fue internada en el Hospital San José por una insuficiencia respiratoria. Desde entonces su salud decayó considerablemente. El 10 de febrero de 2017 a los 91 años, la música Ana Tijoux y su banda le brindaron un concierto íntimo, en el que interpretaron la canción «Sacar la voz».
Durante este período, en el contexto de las terapias kinésicas a domicilio realizadas por su kinesiólogo y amigo de la familia, Felipe Alfaro, generó contacto y extendió una invitación a la banda Kuervos del Sur. La agrupación aceptó con entusiasmo, regalándole a Ana González una íntima tarde musical, donde el rock folk y la memoria se entrelazaron en un emotivo encuentro. Este momento no solo llenó de alegría a Ana, sino que también creó un vínculo profundo entre la banda y su legado.
González falleció el 26 de octubre de 2018 en el Hospital San José, en Santiago, a los 93 años. Su velorio fue realizado en su domicilio, en forma de fiesta según su propia voluntad, donde se hicieron presentes varios cantantes para homenajearla. El 28 de octubre se realizaron sus funerales.